# Людвіг Фердинанд Баварський
Людвіг Фердинанд Марія Карл Гайнріх Адальберт Франц Філіпп Андреас Константин (22 жовтня 1859, Мадрид — 23 листопада 1949, Мюнхен, Німеччина)) — принц Баварії, інфант Іспанії. Був лікарем, митцем та філантропом, мав звання генерала кавалерії, генерала медичного корпусу Королівської армії Іспанії та був почесним хірургом Королівської академії Іспанії.

## Життя
Був найстаршим сином Адальберта Баварського, наслідного принца Греції (гілка роду Віттельсбахів), та його дружини Амалії дель Пілар де Бурбон, інфанти Іспанської, дочки Франціско де Паула де Бурбон, та Луїзи Карлоти Неаполь-Сицилійської.
Принц Людвіг Фердинанд по батьківській лінії був небіжем короля Баварії Максиміліана II Йозефа, короля Греції Отто та принцрегента Луїтпольда Баварського, а також зятем королеви Іспанії Ізабелли II.
Людвіг Фердинанд навчався медицині у Гейдельберзі та Мюнхені, тож після складання державного іспиту отримав кваліфікацію лікаря-хірурга та лікаря-гінеколога. Від 1878 року жив у названому на його честь мюнхенському палаці Людвіга Фердинанда. Палац також мав назву «Альфонс-палац», оскільки брат Людвіга Вільгельма, принц Альфонс Баварський, також володів палацом та проживав у ньому. Гофмейстером принца Людвіга Фердинанда до 1920 року був Макс фон Редвітц, син поета Оскара фон Редвітца.
2 квітня 1883 року одружився у Мадриді зі своєю кузиною Марією де ла Паз, інфантою Іспанською (1862—1946), дочкою королеви Іспанії Ізабелли II та герцога Франсіско де Асіз Бурбон. У шлюбі народилося троє дітей. 
З 1883 по 1918 роки був опікуном 18 піхотного полку «Принц Людвіг Фердинанд» та командиром 3 шлезвігського полку драгунів № 15. За час Першої світової війни був начальником хірургічного відділення Мюнхенського гарнізонного лазарету.
Разом із братом кайзера Вільгельма II — принцом Гайнріхом Пруським — вступив у 1906 році до «Німецького автомобільного товариства» (нім. „DMV“ (Deutsche Motorfahrer-Vereinigung), заснованого у 1903 році, яке від 1911 року стало називатися ADAC (нім. Allgemeinen Deutschen Automobil-Club). Людвіг Фердинанд Баварський також мав хист до музики. Відомо, що саме він поклав на музику вірш Хільдегард Штрадаль «Тучі сірі нависають низько» (нім. „Die Wolken hängen grau hernieder“). Також був почесним членом Німецького товариства гінекології та родопомочі (нім. Deutsche Gesellschaft für Gynäkologie und Geburtshilfe e.V. (DGGG)).
Людвіг Фердинанд доводився кузеном Людвігу II Баварському, з яким він (мало не єдиний у королівському роду Віттельсбахів) підтримував добрі родинні стосунки. Принц та його дружина були єдиними родичами нелюдимого короля, які відвідували його у палаці Герренкімзе та вечеряли з ним у зимньому саду Мюнхенської Резиденції. Під час затримання Людвіга ІІ в замку Нойшванштайн у 1886 році, відсторонений невдовзі король відправив з замку телеграму своєму кузену, попросивши про допомогу. Людвіг Фердинанд був готовий вирушити на порятунок короля зі свого палацу Німфенбург, але йому завадив принцрегент Луїтпольд Баварський.

## Родина
Дружина — Марія де ла Паз, інфанта Іспанська
Діти:
- Фердинанд Марія, Принц Баварський, інфант Іспанії (1884—1958); з 1906 року у шлюбі з Марією Терезією, інфантою Іспанії ; з 1914 року у шлюбі з Марією Луїзою де Сілва і Фернандез де Енестросою, герцогинею де Талавера де ла Рейна (1880—1955);

- Адальберт, Принц Баварський (1886—1970); З 1919 року у шлюбі з Августою, графинею Зефрідською-Буттенгаймською (1899—1978);

- Марія дель Пілар Баварська (1891— 1987)

## Музей
У Німецькому музеї історії медицини в Інгольштадті виставлено до огляду медичні інструменти Людвіга Фердинанда, якими він користувався в часи Першої світової війни.

## Нагороди

### Іспанія
- Орден Золотого руна з ланцюгом (28 листопада 1859)
- Орден Карлоса III
  - великий хрест (18 листопада 1886)
  - ланцюг (30 травня 1906)
- Медаль регентства (1902)
- Цивільний орден Альфонсо XII, великий хрест (20 січня 1904)
- Лицар королівського знатного корпусу Мадрида (1910)
- Орден Сантьяго, великий командор
- Лицар королівської кавалерійської броні Сарагоса

### Баварське королівство
- Орден Святого Губерта
- Орден «За військові заслуги» (Баварія), великий хрест
- Орден Святого Георгія (Баварія), почесний великий пріор (1880)
- Ювілейна медаль Святого Георгія
- Медаль принца-регента Луїтпольда
- Хрест «За вислугу років» (Баварія) 2-го класу

### Італійське королівство
- Вищий орден Святого Благовіщення (13 квітня 1883)
- Орден Святих Маврикія та Лазаря, великий хрест (13 квітня 1883)
- Орден Корони Італії, великий хрест (13 квітня 1883)

### Велике герцогство Саксен-Веймар-Айзенаське
- Орден Білого Сокола, великий хрест (1892)
- Ювілейна медаль

### Прусське королівство
- Орден Чорного орла з ланцюгом
  - орден (24 грудня 1893)
  - ланцюг (17 січня 1894)
- Орден Червоного орла, великий хрест (24 грудня 1893)

### Велике герцогство Баденське
- Орден Вірності (Баден) (1908)
- Орден Бертольда I, великий хрест (1908)

### Інші країни
- Орден Людвіга (Гессен-Дармштадт), великий хрест (21 листопада 1893)
- Орден Рутової корони (Саксонське королівство; 1897)
- Ювілейна медаль (Болгарське царство)
- Орден дому Саксен-Ернестіне, великий хрест
- Орден Вендської корони, великий хрест з короною в руді (Мекленбург)
- Орден Зірки Румунії, великий хрест
- Орден Святого Йосипа, великий хрест (Велике герцогство Тосканське)
- Орден Вюртемберзької корони, великий хрест